# Numb Chucks
Numb Chucks es una serie animada de televisión canadiense que se transmite por YTV. La serie se estrenó el 7 de enero de 2014. La serie es producida por Jam Filled Entertainment y 9 Story Entertainment, en asociación con YTV. La serie fue producida con la participación de The Canadian Film o Video Production Tax Credit, el Fondo de Medios de Canadá, Ontario Film and Television Tax Credit, Ontario Computer Animation and Special Effects Tax Credit y con la participación financiera de The Shaw Rocket Fund. El 18 de febrero de 2014, se anunció que Cartoon Network recogió la serie animada que se transmitirá en su línea que comenzará en algún momento de 2014.
YTV anunció que la serie fue cancelada y emitió su último episodio el 1 de diciembre de 2016.
Una serie de comedia animada, Numb Chucks se centra en dos bien intencionados pero incompetentes marmotas que tratan de usar el Kung Fu para proteger a su ciudad natal de los delincuentes con la ayuda de su mentor Wood Chuck Morris.
La tripulación del espectáculo incluye a Jono Howard como un editor de argumento. La primera temporada de la serie consta de 26 episodios.

## Argumento
Los hermanos marmota Dilweed y Fungus no siempre se ven a sí mismos como héroes. Pero una noche, todo cambió. Fue durante una noche un maratón de infomerciales de TV que sus vidas fueron alteradas para siempre cuando ordenaron un vídeo motivacional de la leyenda del kung-fu Woodchuck Morris. Desde entonces, estos hermanos convirtieron en su misión de llegar a ser tan impresionante en la vida como su mentor de Kung Fu.

## Emisión
La serie se estrenó originalmente el 7 de enero de 2014 en YTV. Disney XD (Sudeste de Asia) comenzó a transmitirse el 17 de mayo de 2014. Saldrá al aire en Disney Channel (Corea) a partir del 26 de julio de 2014 y Cartoon Network en Estados Unidos en el futuro. Se estrenó en España 4 de octubre de 2014 en Neox Kidz.